# ولی‌الله دینی
ولی‌الله دینی (زاده ۱۳۵۱ اهر) نماینده اهر رورهریس (استان آذربایجان شرقی) و عضو کمیسیون صنایع در مجلس هفتم بود.
وی پیش از این ناظر ارشد اجرای طرح‌های شرکت ملی گاز ایران و رئیس اداره گاز ناحیه صوفیان، مرند، اهر و توابع و نیز مدیر عامل گاز شمالغرب کشور بوده‌است و اکنون معاونت شرکت ملی گاز ایران را دارا می‌باشد.